# Semiothisa irrufata
Semiothisa irrufata är en fjärilsart som beskrevs av Achille Guenée 1858. Semiothisa irrufata ingår i släktet Semiothisa och familjen mätare. Inga underarter finns listade i Catalogue of Life.